# 徐麟 (弘治進士)
徐麟（1471年—？），字仁伯，錦衣衛軍籍浙江龍游縣人，明朝政治人物。

## 生平
弘治十四年（1501年）中式辛酉科順天府鄉試第八十七名舉人。弘治十五年（1502年）聯捷壬戌科會試第一百七十二名，二甲第三十六名進士。授開州知州。

## 家族
曾祖徐添志；祖父徐文和；父徐舜。前母李氏；母楊氏；繼母李氏。具庆下。弟徐鸞。